# Croghan Mountain
Croghan Mountain är ett berg i republiken Irland. Det ligger i den östra delen av landet, 60 km söder om huvudstaden Dublin. Toppen på Croghan Mountain är 606 meter över havet.
Terrängen runt Croghan Mountain är huvudsakligen lite kuperad. Runt Croghan Mountain är det ganska glesbefolkat, med 38 invånare per kvadratkilometer. Närmaste större samhälle är Arklow, 12,2 km öster om Croghan Mountain. Trakten runt Croghan Mountain består i huvudsak av gräsmarker.